# Sottrazione

La sottrazione illustrata con delle pesche

In matematica, la sottrazione è una delle quattro operazioni aritmetiche fondamentali. È normalmente denotata con un segno meno infisso ("−"). 
La sottrazione tra due numeri naturali può essere definita in termini di addizione. Dati due numeri naturali n ed m, il primo detto minuendo ed il secondo sottraendo, si dice differenza il numero naturale d, se esiste, che aggiunto ad m dà come somma n. In simboli, 
n − m = d.
La sottrazione viene utilizzata per modellare i tre processi fisici seguenti.
- Data una collezione di oggetti, togliere (sottrarre) un certo numero di oggetti.
- Combinare una data misura, come ad esempio un movimento verso destra o un deposito, con una misura in senso opposto, come un movimento verso sinistra o un prelievo.
- Confrontare due oggetti tra loro per trovare la loro differenza. Ad esempio, per trovare la differenza tra 800 € e 500 €, si sottrae 800−500 e si ottiene il risultato di 300 €.

Matematicamente è spesso utile vedere la sottrazione non come un'operazione separata, ma come addizione dell'opposto del sottraendo. Così, 7-3 diventa la somma di 7 e di "−3". In questo modo, si possono applicare alla sottrazione tutte le regole familiari e la nomenclatura dell'addizione. Si consideri inoltre che la sottrazione non è commutativa né associativa, ma l'addizione di quantità con segno sì; questo significa che un matematico non userà spesso le parole "minuendo" e "sottraendo" ma considererà 7-3 come la somma degli addendi "7" e "−3”.

## La sottrazione vista graficamente
Si prenda un segmento di lunghezza b disegnato per terra con l'estremo di sinistra chiamato a e quello destro c.
Partendo dalla posizione a, saranno necessari b passaggi per raggiungere la posizione c. Questo movimento verso destra, chiamato addizione, può essere scritto come:
{\displaystyle a+b=c}
Dalla posizione c, saranno necessari b passaggi per ritornare all'estremo a. Questo movimento verso sinistra, chiamato sottrazione, può essere scritto come:
{\displaystyle c-b=a}
Si immagini ora un segmento le cui posizioni siano contrassegnate dai numeri 1, 2 e 3.
Dalla posizione 3, per rimanere alla posizione 3 non è necessario nessun passaggio, quindi
{\displaystyle 3-0=3}
Dalla posizione 3, per andare alla posizione 2 è necessario 1 passaggio, quindi
{\displaystyle 3-1=2}
Dalla posizione 3, per andare alla posizione 1 sono necessari 2 passaggi, quindi
{\displaystyle 3-2=1}
Cosa succederebbe se si continuasse nel processo andando per 3 volte verso sinistra dalla posizione 3? Per il nostro esempio, si andrebbe oltre la linea disegnata, cosa che non sarebbe permessa. Quindi per fare questo la linea deve essere estesa.
Per la sottrazione dei numeri naturali, la linea dovrebbe avere tutti i numeri naturali (0, 1, 2, 3, 4, ...) su di essa.
Usando la linea dei numeri naturali, dalla posizione 3, tornando per 3 volte verso sinistra si raggiungerebbe la posizione 0, quindi
{\displaystyle 3-3=0}
Ma per i numeri naturali, 3 − 4 sarebbe un'operazione non valida. Per eseguirla è necessario ulteriormente estendere la linea.
Usando la linea dei numeri interi (…, −3, −2, −1, 0, 1, 2, 3, …), dalla posizione 3, togliendo 4 arriveremmo alla posizione −1, quindi
{\displaystyle 3-4=-1}

## La sottrazione in colonna
Per fare una sottrazione in colonna bisogna scrivere prima il minuendo e sotto il sottraendo: 86−34=52

```
86−
34=
———
52
```

Si prende il primo numero da destra e gli si sottrae quello che ha sotto (6−4=2). Si fa la stessa cosa con quello a sinistra (8−3=5). Si scrivono i due risultati sotto le corrispondenti sottrazioni.

## Proprietà invariantiva della sottrazione
Aggiungendo o sottraendo uno stesso termine al minuendo e al sottraendo la differenza non cambia. Cioè se
{\displaystyle a-b=c,}
allora si ha anche
{\displaystyle {\begin{aligned}(a+d)-(b+d)=c,\\(a-d)-(b-d)=c.\end{aligned}}}

## Algoritmi per la sottrazione
- Sottrazione per complemento